# VV Katwijk
Le VV Katwijk est un club néerlandais de football basé à Katwijk. Le néerlandais Jasper Ketting est l'entraineur depuis juillet 2024.

## Historique
- 1939 : fondation du club